# Accord de Xi'an
Pour les articles homonymes, voir Xi'an (homonymie).
Pour le film, voir L'Incident de Xi'an.

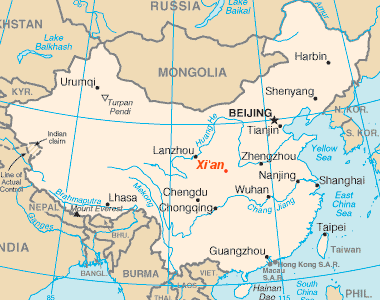
Localisation de Xi'an.

Conséquence immédiate de l'incident de Xi'an, l’accord de Xi'an de décembre 1936, est le traité constituant le deuxième front uni entre les nationalistes et les communistes chinois contre l'empire du Japon.

## Contexte: une sixième et dernière campagne d'encerclement des communistes
Dans les années 1930, les intentions expansionnistes de l'empire du Japon ne font aucun doute. Le Japon envahit et annexe de fait la Mandchourie en 1931. Ses troupes affrontent à plusieurs reprises les forces armées chinoises à Shanghai en 1932, à l'est de la Grande Muraille en 1933 et en Mongolie-Intérieure la même année. En 1935, le Hebei est annexé de fait avec la création d'un gouvernement collaborateur pro-japonais. En 1936, à nouveau en Mongolie-intérieure, le Japon soutient l'insurrection manquée des indépendantistes mongols. 
Tchang Kaï-chek, chef du gouvernement et chef de l'armée de la République de Chine, consacre cependant l'essentiel de ses efforts à la lutte contre les communistes : il considère que ses troupes sont encore trop faibles pour se mesurer directement aux Japonais. Cependant, le Komintern pousse les communistes chinois à réaliser une nouvelle alliance avec le Kuomintang. Le 1er août 1935, avec l'accord du Komintern, Wang Ming diffuse un manifeste appelant à la constitution d'un second front uni. Mao Zedong y est dans un premier temps opposé. Toutefois, durant tout l'été et tout l'automne 1936, le Parti communiste chinois multiplie des appels publics et privés au Kuomintang et à ses dirigeants pour signer une trêve et joindre leurs forces contre le Japon. Mao confie à Edgar Snow : « Pour un peuple privé de sa liberté nationale, la tâche immédiate n'est pas le socialisme immédiat, mais la lutte pour l'indépendance. »
L'optimisme de Mao s'avère à ce stade mal placé. De fait, le 4 décembre 1936, la circulation est interrompue sur l'aéroport bien gardé de Xi'an, la police alignée sur le bord de la route. Le généralissime Tchang Kaï-chek, arrivant en grande pompe, entame d'ultimes préparatifs d'encerclement des communistes. Durant les 3 mois précédents, Zhang Xueliang l'implore de mettre fin à la guerre civile, afin de permettre à l'armée du Nord-Est de combattre le Japon. Il reçoit un ultimatum : soit combattre les rouges ; soit faire face à un transfert immédiat vers le sud.

## L'incident de Xi'an
Les évènements s'accélèrent : le mardi 8 décembre, le ministre de la Guerre japonais avertit que, à moins que la Chine ne se montre plus arrangeante, un nouveau conflit est inévitable. Le lendemain, mercredi 9 décembre, des milliers de manifestants font une marche de protestation jusqu'à Lintong, une station de sources chaudes, près de Xi'an, où Tchang a établi son quartier général. Tchang Kaï-chek se repose dans la résidence impériale de Huaqing (华清), avec une faible protection. Le 12 décembre - évènement dit de l'incident de Xi'an - il est enlevé et retenu en otage par le seigneur de la guerre Zhang Xueliang, en négociation avec les communistes et qui souhaite que Tchang accepte finalement de constituer un front uni avec ces derniers pour lutter contre les Japonais. 
Les différentes forces politiques de la république de Chine sont de fait, très partagées sur la marche à suivre. He Yingqin, nommé commandant par intérim de l'Armée nationale révolutionnaire chinoise, les troupes sont aussitôt mises en alerte, dans l'éventualité d'une intervention militaire pour attaquer les forces de Zhang Xueliang et délivrer Tchang. Des opposants à Tchang comme Li Zongren ou Yan Xishan ne souhaitent pas que la situation dégénère et qu'il lui arrive malheur, sa disparition pouvant priver la Chine d'un leader national face au Japon. Au sein du Parti communiste chinois, certains comme Mao Zedong et Zhu De veulent profiter de la situation pour faire exécuter Tchang, mais d'autres comme Zhou Enlai et Zhang Wentian penchent pour la négociation, considérant que sa mort ne pourrait bénéficier qu'aux Japonais : cette dernière tendance l'emporte.
Le 17 décembre, une délégation du Parti communiste chinois, comptant plusieurs chefs comme Zhou Enlai et Qin Bangxian, vient à Xi'an en territoire nationaliste pour les négociations. Staline pèse en faveur de l'accord, conclu le 24 décembre. Les communistes de l'Armée rouge chinoise sont intégrés au sein de l'Armée nationale révolutionnaire chinoise du Kuomintang, où ils forment deux unités, la 8e armée de route et la Nouvelle Quatrième armée. En juillet 1937, quelques mois plus tard, la guerre commence entre la Chine et le Japon. Malgré l'entrée en vigueur de l'alliance avec les communistes, Zhang Xueliang, arrêté par la suite sur ordre de Tchang Kaï-Chek, vivra en captivité jusqu'en 1990. 
La résidence de Tchang Kai-chek à Huaqing, reconstituée sur les lieux, est une des attractions du site touristique. Dans son ouvrage Madame Chiang Kai-shek : un siècle d'histoire de la Chine, le sinologue Philippe Paquet, évoque notamment l'Accord de Xi'an. Il rappelle l'importance politique de cette libération, dont la conséquence est l'alliance historique avec le Parti communiste chinois sous la forme d'un front uni contre les Japonais. Philippe Paquet décrit comment, au lendemain de la prise d'otages, Madame Chiang Kai-shek devint l'icône de la résistance contre l'envahisseur japonais. 